# Andrew Moravcsik
Andrew Moravcsik (født i USA) er en amerikansk politolog og professor og formand for det såkaldte European Union Program på Princeton University.
Moravcsik står som grundlægger og vigtigste repræsentant for teorien om liberal intergovernmentalisme, som bygger oven på Robert Putnams two-level game teori. Hans forskningsinteresser ligger i international organisation, menneskerettighederne, europæisk integration samt USA's og Europas udenrigspolitik. Han er desuden medlem af Brookings Institution.